# الهیری
ال هیری یک منطقهٔ مسکونی در لیبی است که در برقه واقع شده‌است.